# Pleegouderschap
Pleegouderschap houdt in dat iemand het kind van iemand anders verzorgt en opvoedt. Dit kan gebeuren als de ouders van het kind (tijdelijk) niet in staat zijn het kind zelf op te voeden. Dit kan zijn doordat zij verslaafd zijn, gescheiden zijn of mentaal niet in staat zijn het kind op te voeden.
Als een kind uit huis geplaatst moet worden, dan wordt meestal eerst onderzocht of er directe familie is die het pleegouderschap op zich kan nemen. Dit wordt netwerkplaatsing genoemd. Vaak is dit niet het geval en komt het kind bij andere mensen terecht. Is dit wel het geval dan komt het kind terecht in een zogenoemd 'netwerk pleeggezin'. Dit kunnen een opa en oma zijn, maar ook een oom en tante of neef en nicht (die al volwassen zijn).